# Helt sjukt
Helt sjukt är ett svenskt TV-program om hälsa på TV4. Det började sändas 20 mars 2013. Första två säsonger var David Hellenius programledare. 2019 tar Petra Mede över rollen. Programledaren diskuterar hälsofrågor ur vardagsperspektiv med kända gäster samt experter i form av läkare, forskare och psykologer. Dessutom återkommande humorinslag. Andra säsongen hade premiär 19 mars 2014.
Första säsongen medverkade läkaren Eric Rydman, psykologen Anna Bennich Karlstedt och två kända gäster i varje program. Andra säsongen ersattes Anna Bennich Karlstedt med en ny expert i varje program.
Första säsongen visades hälsorelaterade sketcher med bland andra David Hellenius, Peter Magnusson, Alexandra Rapaport, Plura Jonsson och Steffo Törnquist. Andra säsongen figurerade brottaren Frank Andersson i humorinslagen.
Signaturmelodi under säsong 1 var Doktorn! med Agnetha Fältskog. Under säsong 2 användes istället låten My Heart Goes Boom av Miss Li som signaturmelodi.

## Lista över avsnitt
| Säsong | Säsong   | Antal avsnitt | Sändningsdatum          | Tittarsiffror (Genomsnitt) |
| ------ | -------- | ------------- | ----------------------- | -------------------------- |
|        | Säsong 1 | 6             | 20 mars – 24 april 2013 | 880 000                    |
|        | Säsong 2 | 6             | 19 mars – 23 april 2014 | 628 000                    |

### Säsong 1
| Nr                                             | Tema                          | Originalvisning | Tittarsiffror |
| ---------------------------------------------- | ----------------------------- | --------------- | ------------- |
| 1                                              | "Stress och utbrändhet"       | 20 mars 2013    | 973 000       |
| Gäster: Charlotte Perrelli och Anders Timell.  |                               |                 |               |
| 2                                              | "Alkohol"                     | 27 mars 2013    | 992 000       |
| Gäster: Tommy Körberg och Petra Nielsen.       |                               |                 |               |
| 3                                              | "Skönhet"                     | 3 april 2013    | 774 000       |
| Gäster: Emma Wiklund och Tony Irving.          |                               |                 |               |
| 4                                              | "Kost"                        | 10 april 2013   | 996 000       |
| Gäster: Kalle Moraeus och Shirley Clamp.       |                               |                 |               |
| 5                                              | "Rökning och andra beroenden" | 17 april 2013   | 705 000       |
| Gäster: Martin Timell och Sanna Bråding.       |                               |                 |               |
| 6                                              | "Hypokondri"                  | 24 april 2013   | 837 000       |
| Gäster: Robert Gustafsson och Anna Mannheimer. |                               |                 |               |

### Säsong 2
| Nr                                                                                          | Tema                   | Originalvisning | Tittarsiffror |
| ------------------------------------------------------------------------------------------- | ---------------------- | --------------- | ------------- |
| 1                                                                                           | "Cancer"               | 19 mars 2014    | 676 000       |
| Gäster: Ingvar Oldsberg, Suzanne Sjögren samt psykologen och cancerforskaren Maria Hellbom. |                        |                 |               |
| 2                                                                                           | "Sömn"                 | 26 mars 2014    | 717 000       |
| Gäster: Babben Larsson, Dan Ekborg samt sömnforskaren John Axelsson.                        |                        |                 |               |
| 3                                                                                           | "Depression"           | 2 april 2014    | 645 000       |
| Gäster: Helena Paparizou, Dregen samt psykiatern Ullakarin Nyberg.                          |                        |                 |               |
| 4                                                                                           | "Träning som drog"     | 9 april 2014    | 512 000       |
| Gäster: Claes Åkeson och Katerina Janouch.                                                  |                        |                 |               |
| 5                                                                                           | "Sjukdom mitt i livet" | 16 april 2014   | 677 000       |
| Gäster: Mattias Särnholm, Magdalena Graaf samt läkaren och psykiatern Susanna Rosenqvist.   |                        |                 |               |
| 6                                                                                           | "ADHD"                 | 23 april 2014   | 543 000       |
| Gäster: Frank Andersson, Camilla Henemark samt läkaren och psykiatern Ing-Marie Wieselgren. |                        |                 |               |